# Christian Baastrup
Christian Ingerslev Baastrup (Copenaghen, 24 gennaio 1885 – Copenaghen, 24 ottobre 1951) è stato un medico danese.
Baastrup nel 1932 individuò e descrisse la sindrome eponima, caratterizzata da lombalgie associate a iperlordosi lombosacrale.